# فیتزوری فالز، نیو ساوت ولز
فیتزوری فالز (به انگلیسی: Fitzroy Falls) یک حومه شهر در استرالیا است که در نیو ساوت ولز واقع شده‌است.